# 湯本睦
湯本 睦（ゆもと あつし、1994年5月2日 - ）は、ジャパンラグビーリーグワン豊田自動織機シャトルズ愛知に所属するラグビー選手。

## プロフィール
- 大阪府出身[1]。
- ポジションはスクラムハーフ(SH)。
- 身長 165 cm、体重 70 kg
- ニックネームはゆも
- U20日本代表スコッドに選ばれたことがある[2]。

## 来歴
小学3年生からラグビーを始めた。
2013年、東海大仰星高校卒業後、東海大学に入る。なお東海大仰星高校時代、高校日本代表に選ばれたことがある。
2017年、東海大学卒業後、NTTコミュニケーションズシャイニングアークス(現・NTTコミュニケーションズ シャイニングアークス東京ベイ浦安)に加入。同年9月3日に行われたジャパンラグビートップリーグ第3節の近鉄ライナーズ戦にて先発出場で公式戦初出場を果たす。
2022年、豊田自動織機シャトルズ愛知に加入。